# Premio Azorín
El Premio Azorín de novela se inició en 1994, convocado por la Diputación Provincial de Alicante.
La Diputación Provincial de Alicante y Editorial Planeta llegaron a un acuerdo con el ánimo de potenciar este premio que tradicionalmente, desde 1970, otorgaba dicha institución levantina en honor del escritor alicantino Azorín.
En el acuerdo entre ambas entidades, firmado en marzo de 1994, se fijó como primer objetivo de esta nueva etapa del galardón situarlo entre los premios de mayor importancia de habla hispana. Se otorga a novelas originales e inéditas en español.
La dotación del premio se fijó en diez millones de pesetas y la primera edición celebrada en colaboración entre las dos entidades alcanzó un alto nivel de participación, con 135 novelas presentadas. El éxito de convocatoria desde entonces ha ido en aumento y el premio en metálico es de 45.000 € en la edición del 2025.

## Galardonados
| Año  | País     | Obra                             | Autor                      |
| 1994 | España   | La novela de Pepe Ansúrez        | Gonzalo Torrente Ballester |
| 1995 | España   | El burdel de Lord Byron          | Luis Antonio de Villena    |
| 1996 | España   | La cárcel del amor               | Luis Racionero             |
| 1997 | España   | El último banquete               | Jesús Ferrero              |
| 1998 | Cuba     | El hombre, la hembra y el hambre | Daína Chaviano             |
| 1999 | España   | Bajarás al reino de la tierra    | José Luis Ferris           |
| 2000 | España   | Cielos de barro                  | Dulce Chacón               |
| 2001 | España   | El secreto de la lejía           | Luisa Castro               |
| 2002 | España   | La muerte blanca                 | Eugenia Rico               |
| 2003 | España   | Dios se ha ido                   | Javier García Sánchez      |
| 2004 | España   | El secreto de Orcelis            | Manuel Mira                |
| 2005 | Colombia | El penúltimo sueño               | Ángela Becerra             |
| 2006 | España   | La crin de Damocles              | Javier Pérez               |
| 2007 | España   | La caza salvaje                  | Jon Juaristi               |
| 2008 | España   | Pólvora negra                    | Montero Glez               |
| 2009 | España   | El arte de perder                | Lola Beccaria              |
| 2010 | España   | El amor del rey                  | Begoña Aranguren Gárate    |
| 2011 | España   | Indian express                   | Pepa Roma                  |
| 2012 | España   | Capricho                         | Almudena de Arteaga        |
| 2013 | Cuba     | La mujer que llora               | Zoe Valdés                 |
| 2014 | España   | Hotel Paradiso                   | Ramón Pernas               |
| 2015 | España   | Sus ojos en mí                   | Fernando G. Delgado        |
| 2016 | España   | Dispara a la Luna                | Reyes Calderón             |
| 2017 | España   | Llamadme Alejandra               | Espido Freire              |
| 2018 | España   | Quiéreme siempre                 | Nuria Gago                 |
| 2019 | España   | La silueta del olvido            | Joaquín Camps Torres       |
| 2020 | España   | La vida desnuda                  | Mónica Carrillo            |
| 2021 | España   | El santuario de los elefantes    | Nativel Preciado           |
| 2022 | España   | La biblioteca de fuego           | María Zaragoza             |
| 2023 | España   | Los Perseguidos                  | Fernando Benzo             |
| 2024 | España   | La tierra bajo tus pies          | Cristina López Barrio      |
| 2025 | España   | La novia de la paz               | Rosario Raro               |